# Cuines
Cuines és un programa de Televisió de Catalunya que s'emet a TV3 des del 2004 amb una audiència amb pics de més del 30% de share. El programa s'emet de dilluns a divendres cada migdia a les 15:40, després del telenotícies.
El programa no tenia presentador sinó que els mateixos cuiners presentaven i explicaven tots els plats i procediments. A partir del gener de 2016 Cuines es renova completament i passa d'una presentació coral a un únic presentador, en Marc Ribas. A finals del 2017 s'incorpora una nova presentadora recurrent, Gessamí Caramés, i en 2022 es va incorporar Arnau París amb receptes ràpides però bones i efectives.
La web del programa en 2010 comptava amb més de 2.000 receptes, amb més de 3.500 programes emesos. En cada recepta de la pàgina web s'hi dona informació com ara el nom del cuiner, per a quin restaurant treballa, quin és el número de telèfon i l'adreça física del restaurant. Lògicament, a part del vídeo hi ha un petit text amb la preparació i una llista d'ingredients. També cal destacar la citació a la música que ha sonat durant el programa, normalment la música és d'autors dels Països Catalans o relacionada d'alguna amb el plat o el cuiner. La web el programa té una aplicació per ser utilitzada en dispositius de telèfon mòbil. Es poden consultar les receptes i mirar els vídeos dels programes. La web també compta amb un fòrum on els espectadors poden preguntar dubtes sobre el programa o les receptes. Forma part de la pàgina web, en clau de blog, de TV3 Club de cuines. Es tracta d'un espai per mesclar i difondre diferents programes culinaris o altres programes amb espais dedicats a la cuina. També destaca la interacció dels usuaris que poden penjar les seves receptes, fotos i vídeos de les receptes i valorar i comentar les receptes d'altres usuaris. Ídem amb els penjats pels mateixos programes.

## Història
Cuines va néixer el 1997 com el primer programa gastronòmic pensat per a difondre la gastronomia de les diferents comarques dels Països Catalans. Amb els anys també ha difós la cuina d'altres països i de reconeguts xefs internacionals de gran prestigi com Ferran Adrià o Carme Ruscalleda. En maig de 2021 va arribar als 1000 programes emesos.
Aquest programa l'hi han lliurat el premi a la millor tasca de divulgació audiovisual de l'Acadèmia Catalana de Gastronomia.